# Takuya Kimura
Takuya Kimura (木村拓哉, Kimura Takuya) (Tóquio, 13 de Novembro de 1972), também conhecido como Kimutaku (キムタク), é um cantor e ator japonês. Kimura foi membro do grupo SMAP, um dos mais bem-sucedidos grupos musicais japoneses.
Apesar de ter nascido na capital japonesa, Takuya Kimura foi criado em Minoo, Osaka até os seis anos de idade. Depois, mudou-se para Chiba onde completou a escola primária e secundária. É contratado da agência Johnny & Associates, especializada em ídolos jovens do sexo masculino.

## Carreira
Em 1987, antes de criação do SMAP, Takuya Kimura foi selecionado para fazer parte do grupo Skateboys, que atuava como corpo de bailarinos para o então popular conjunto musical Hikaru Genji. Na mesma época, ele e os demais membros do SMAP fizeram testes para o grupo de treinamento do CHA-CHA, produzido por Kinichi Hagimoto. Dentre os rapazes que, futuramente, iriam formar o SMAP, apenas Kimura e Tsuyoshi Kusanagi foram aprovados. Num certo dia, Hagimoto perguntou a Kimura sobre uma comida de que ele gostava. Kimura respondeu que gostava de onari-san, uma espécie de sushi envolvido em uma fina casca de tofu frito. Hagimoto, então, decidiu que, a partir daquele momento, iria chamar Kimura de 'onari-kun'. O então estagiário ficou magoado com o apelido e abandonou o treinamento.
Em abril de 1988, foi, dentre os doze membros do Skateboys, selecionado — juntamente com Masahiro Nakai, Goro Inagaki, Katsuyuki Mori, Shingo Katori e o já citado Tsuyoshi Kusanagi — para fazer parte do SMAP. Em 9 de setembro de 1991 fez, com o SMAP, sua estreia no mercado fonográfico com o single "Can't Stop!! -Loving-".
A estreia na TV foi no ano de 1988 quando ele e todos os demais membros do SMAP participaram do drama seriado "Abunai Shonen III" (あぶない少年III).
Por sua atuação no filme "Shoot!" (シュート!), Kimura recebeu, em 1994, o prêmio Yujiro Ishihara de melhor ator estreante do jornal Nikkan Sports e o Élan d'Or de melhor ator estreante da All Nippon Producers. No mesmo ano, recebeu uma menção honrosa no Galaxy Awards por sua participação no drama televisivo "Wakamono no Subete" (若者のすべて). Também ocupou o topo do ranking da revista japonesa anan como o homem mais querido do ano e levou o prêmio de artista masculino que melhor veste jeans concedido pela Japan Jeans Association, posição que ocupou pelos cinco anos subsequentes. O sucesso deste ano pôde ser medido pela expressão "Kimutaku Syndrome" (algo como 'síndrome de Kimutaku') que tomou a imprensa japonesa e se referia ao fato dos garotos copiarem o estilo do artista.
Em 1996, fez seu primeiro protagonista na série "Long Vacation" (ロングバケーション), de grande sucesso popular, com 29,6% de audiência média e 36,7% de pico em sua faixa de horário. Neste mesmo ano, estreou o programa de variedades SMAPxSMAP, o qual ainda apresenta com seus companheiros de grupo.
Participou, ainda, de outras produções televisivas bem-sucedidas como "Love Generation" (ラブジェネレーション) de 1997, "Beautiful Life" (ビューティフルライフ) de 2000, "HERO" (2001) e "GOOD LUCK!!" (2003). Foi premiado como melhor ator em papel principal por sua participação em todas as produções citadas, exceto "GOOD LUCK!!", pela The Television Drama Academy, da Revista The Television. Também levou o prêmio de melhor ator por sua atuação da Hoso Bunka Foundation por sua atuação em "Beautiful Life".
Em 2004, Kimura compareceu ao Festival de Cinema Cannes para a apresentação do filme 2046 do diretor Wong Kar-wai no qual faz uma participação. Sua participação no festival com um terno comum causou controvérsia e deu fim à regra implícita do uso do smoking.
No mesmo ano, estreou no Japão o filme de animação Brasil: O Castelo Animado / Portugal: O Castelo Andante ((ハウルの動く城) do diretor Hayao Miyazaki, no qual Kimura fez a voz do personagem Howl. O filme levou às salas de cinema mais de 15.000.000 de pagantes, tornando-se a maior bilheteria japonesa nos anos de 2004 e 2005.
Em dezembro de 2006, protagonizou o filme "Love And Honor" ((武士の一分) do diretor Yoji Yamada pelo qual recebeu os prêmios de melhor ator em papel principal e Yujiro Ishihara de melhor ator em papel principal do Prêmio Tokyo Sports de Cinema, concedido pela editora Tokyo Sports. Neste mesmo ano recusou, ainda, a indicação como melhor ator em papel principal ao Prêmio da Academia Japonesa.
No ano seguinte, protagonizou o filme "HERO" que foi a película japonesa mais vista de 2007. Neste mesmo ano, voltou ao Festival de Cannes para representar "HERO" e gravar para o programa televisivo de variedades SMAPxSMAP da TV Fuji. Também protagonizou o drama "Karei Naru Ichizoku" (華麗なる一族)  e foi premiado como melhor ator em papel principal no Soul Drama Awards e no Prêmio da Drama Academy por sua participação nesta obra. Em 2008, foi o ator principal do drama "CHANGE" que lhe rendeu, mais uma vez, a estatueta de melhor ator em papel principal no Prêmio da Drama Academy.
Em Dezembro de 2016 o grupo SMAP encerrou sua carreira musical junto com o seu programa de variedades dominical.

## Vida pessoal
Em 1999, terminou uma relação de nove anos com a namorada Kaorin. No ano seguinte, em 23 de Novembro, anunciou seu casamento com Shizuka Kudo, uma cantora e atriz japonesa. Casaram-se em 5 de dezembro de 2000. A primeira filha do casal, Kokomi (心美), nasceu em 1 de maio de 2001 e a segunda, Mitsuki (光希), em 5 de fevereiro de 2003.

## Filmografia

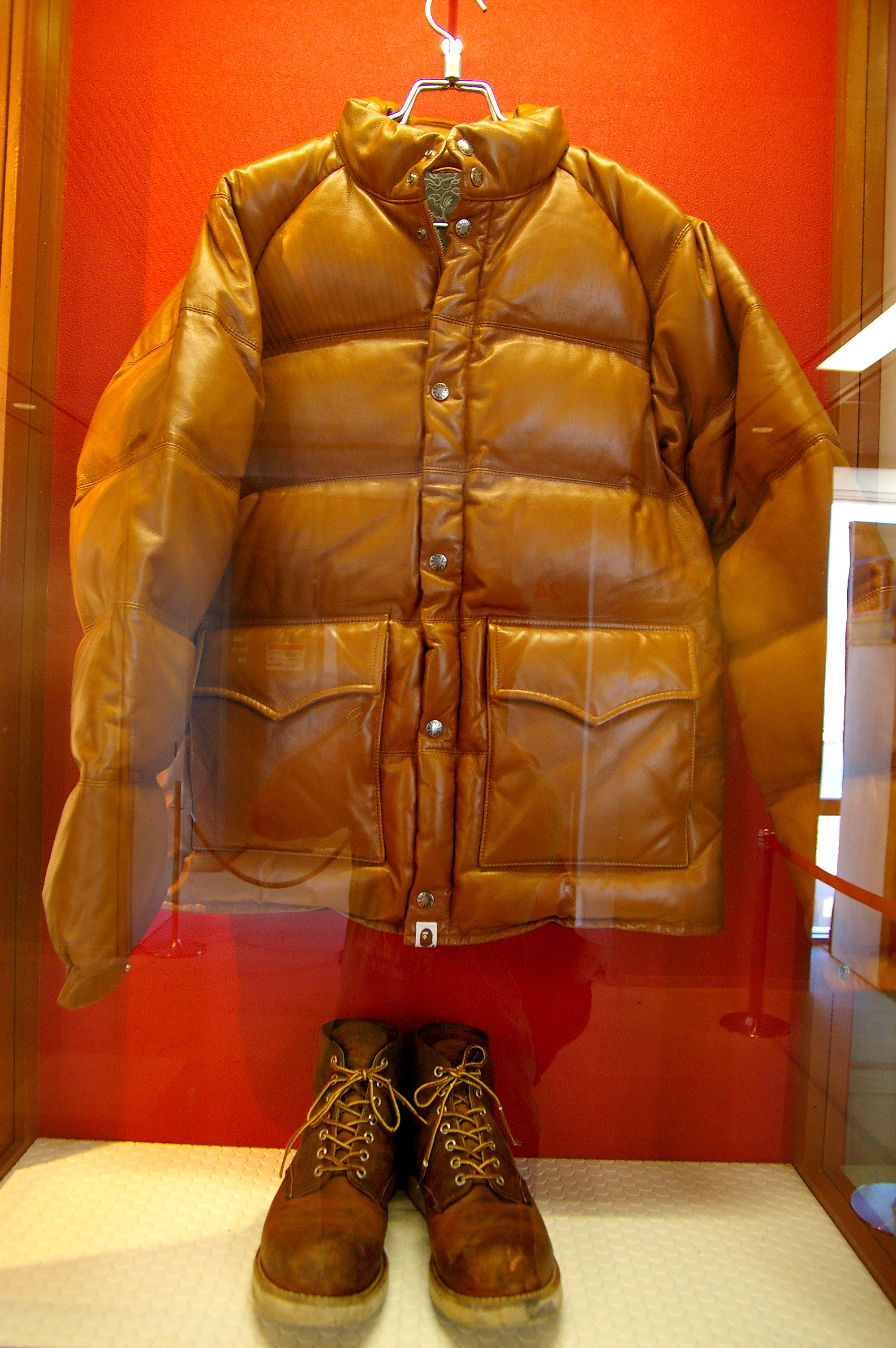
Vestimenta de Takuya Kimura em Hero

| Drama | Drama                                               | Drama                                      | Drama                                                           |
| Ano   | Título                                              | Papel                                      | Notas                                                           |
| ----- | --------------------------------------------------- | ------------------------------------------ | --------------------------------------------------------------- |
| 1988  | Abunai Shōnen III                                   | Takuya Kimura (filho do presidente do PTA) |                                                                 |
| 1990  | Otōto                                               | Hekiro                                     | Especial de Televisão                                           |
| 1991  | Suki na no ni                                       | Eiichi Tamura                              |                                                                 |
| 1992  | Sono toki Heartwa Nusumareta                        | Masato Katase                              |                                                                 |
| 1993  | Izu no Odorikko                                     | Yasunari Kawabata                          |                                                                 |
| 1993  | Asunaro Hakusho                                     | Osamu Toride                               |                                                                 |
| 1994  | Wakamono no Subete                                  | Takeshi Ueda                               |                                                                 |
| 1995  | Kimi wa Toki no Kanata e                            |                                            |                                                                 |
| 1995  | Jinsei wa Jojo da                                   | Kazuma Ogami                               | Papel principal                                                 |
| 1996  | Furuhata Ninzaburo Season 2                         | Isao Hayashi                               | Convidado – Episódio 17                                         |
| 1996  | Long Vacation                                       | Senna Hidetoshi                            | Papel principal                                                 |
| 1996  | Kyōsōkyoku                                          | Kakeru Takakura                            | Papel principal                                                 |
| 1997  | Boku ga Boku de Aru Tame ni                         | Riki Kurosawa                              | Papel principal, especial de televisão                          |
| 1997  | Ii Hito                                             |                                            | Episódio 8 - participação especial                              |
| 1997  | Gift                                                | Hayasaka Yukio/Mizoguchi Takehiro          | Papel principal                                                 |
| 1997  | Love Generation                                     | Katagiri Teppei                            | Papel principal                                                 |
| 1998  | Oda Nobunaga                                        | Oda Nobunaga                               | Papel principal                                                 |
| 1998  | Nemureru Mori                                       | Ito Naoki                                  | Papel principal                                                 |
| 1999  | Konya wa Eigyōchu                                   |                                            | Papel principal                                                 |
| 2000  | Beautiful Life                                      | Okishima Shuji                             | Papel principal                                                 |
| 2000  | Food Fight                                          | Crow                                       | Voz                                                             |
| 2001  | Yonimo Kimyona Monogatari: Black Room               |                                            | Papel principal, uma parte do SMAP Special Edition              |
| 2001  | Hero                                                | Kuryu Kōhei                                | Papel principal                                                 |
| 2001  | Chūshingura 1/47                                    | Hirobe Yasubei                             | Especial de televisão                                           |
| 2002  | Sora Kara Furu Ichioku no Hoshi                     | Katase Ryo                                 | Papel principal                                                 |
| 2003  | Good Luck!!                                         | Shinkai Hajime                             | Papel principal                                                 |
| 2004  | Pride                                               | Satonaka Haru                              | Papel principal                                                 |
| 2005  | Engine                                              | Kanzaki Jiro                               | Papel principal                                                 |
| 2006  | Saiyūki                                             | Emperor Genyoku                            | Convidado – Episódio 1                                          |
| 2006  | Hero Special                                        | Kuryu Kōhei                                | Papel principal, especial de televisão                          |
| 2007  | Karei-naru Ichizoku                                 | Manpyo Teppei                              | Papel principal                                                 |
| 2008  | Change                                              | Asakura Keita                              | Papel principal                                                 |
| 2009  | Mr. Brain                                           | Tsukumo Ryusuke                            | Papel principal                                                 |
| 2009  | Kochira Katsushika-ku Kameari-kōen mae Haishitsujou | Homem misterioso/Taku-bō                   | Convidado – Último Episódio                                     |
| 2010  | Tsuki no Koibito ~Moon Lovers                       | Hazuki Rensuke                             | Papel principal                                                 |
| 2010  | Doku Tomato Satsujin Jiken                          | Ele Mesmo                                  | Drama especial gravado sem o reconhecimento dos membros de SMAP |
| 2011  | Nankyoku Tairiku                                    | Kuramochi Takeshi                          | Papel principal                                                 |
| 2012  | Priceless~ Aru wake nee daro, nna mon               | Kindaichi Fumio                            | Papel principal                                                 |
| 2013  | Andou Roido ~A.I. knows Love?                       | Andou Roido/Matsushima Reiji               | Papel principal                                                 |
| 2014  | Miyamoto Musashi                                    | Miyamoto Musashi                           | Papel principal, especial de televisão                          |
| 2014  | Gokuaku Gambo                                       | Kuryu Kōhei                                | Participação especial – Último Episódio                         |
| 2014  | Hero                                                | Kuryu Kōhei                                | Papel principal                                                 |
| 2015  | I'm home                                            | Ieji Hisashi                               | Papel principal                                                 |
| 2017  | A Life ~Itoshiki Hito                               | Okita Kazuaki                              | Papel principal                                                 |
| 2018  | BG ~Shinpen Keigonin                                | Shimazaki Akira                            | Papel principal                                                 |
| Filme |                                                     |                                            |                                                                 |
| Ano   | Título                                              | Papel                                      | Notas                                                           |
| 1990  | Kokoro no Kagami (Mirror of the Heart)              | Takeru                                     |                                                                 |
| 1993  | Hajimete no Natsu (Airplane Brothers)               | Hiroshi Kitayama                           |                                                                 |
| 1994  | Shoot                                               | Kubo Yoshiharu                             |                                                                 |
| 1995  | Kimi wo Wasurenai (Fly Boys, Fly!)                  | Junichiro Ueda                             |                                                                 |
| 2004  | Howl no Ugoku Shiro                                 | Howl                                       | Voz                                                             |
| 2004  | 2046                                                | Tak                                        |                                                                 |
| 2006  | Love and Honor                                      | Shinnojo Mimura                            | Papel principal                                                 |
| 2007  | Hero The Movie                                      | Kōhei Kuryu                                | Papel principal                                                 |
| 2009  | I Come with the Rain                                | Shitao                                     |                                                                 |
| 2010  | Space Battleship Yamato                             | Susumu Kodai                               | Papel principal                                                 |
| 2017  | Mugen no Juunin                                     | Manji                                      | Papel principal                                                 |
| 2018  | Kensatsu Gawa no Zainin                             | Mogami Takeshi                             | Papel principal                                                 |
| 2019  | Maskarade Hotel                                     | Nittata Kōsuke                             | Papel principal                                                 |

## Prêmios e nomeações
| Ano  | Organização                                          | Prêmio                              | Trabalho                        | Resultado |
| ---- | ---------------------------------------------------- | ----------------------------------- | ------------------------------- | --------- |
| 1994 | 7th Nikkan Sports Film Awards                        | Ishihara Yujiro Prêmio de Novo Ator | Shoot                           | Vencedor  |
| 1994 | 3rd Television Drama Academy Awards                  | Melhor Vestimenta                   | Wakamono no Subete              | Vencedor  |
| 1994 | Japan Jeans Makers Association                       | Melhor Jeanist                      |                                 | Vencedor  |
| 1995 | 7th Television Drama Academy Awards                  | Melhor Vestimenta                   | Jinsei wa Jojo da               | Vencedor  |
| 1995 | Japan Jeans Makers Association                       | Melhor Jeanist                      |                                 | Vencedor  |
| 1996 | 9th Television Drama Academy Awards                  | Melhor Ator                         | Long Vacation                   | Vencedor  |
| 1996 | Japan Jeans Makers Association                       | Melhor Jeanist                      |                                 | Vencedor  |
| 1997 | 15th Television Drama Academy Awards                 | Melhor Ator                         | Love Generation                 | Vencedor  |
| 1997 | Japan Jeans Makers Association                       | Melhor Jeanist                      |                                 | Vencedor  |
| 1997 | 1st Nikkan Sports Drama Grand Prix                   | Melhor Ator                         | Love Generation                 | Vencedor  |
| 1998 | 19th Television Drama Academy Awards                 | Melhor Ator                         | Nemureru Mori                   | Vencedor  |
| 1998 | Japan Jeans Makers Association                       | Melhor Jeanist                      |                                 | Vencedor  |
| 1999 | 3rd Nikkan Sports Drama Grand Prix                   | Melhor Ator                         | Beautiful Life                  | Vencedor  |
| 2000 | 24th Television Drama Academy Awards                 | Melhor Ator                         | Beautiful Life                  | Vencedor  |
| 2000 | 4th Nikkan Sports Drama Grand Prix                   | Melhor Ator                         | Hero                            | Vencedor  |
| 2001 | 28th Television Drama Academy Awards                 | Melhor Ator                         | Hero                            | Vencedor  |
| 2002 | 33rd Television Drama Academy Awards                 | Melhor Ator                         | Sora Kara Furu Ichioku no Hoshi | Vencedor  |
| 2002 | 6th Nikkan Sports Drama Grand Prix                   | Melhor Ator                         | Good Luck!!                     | Vencedor  |
| 2003 | 36th Television Drama Academy Awards                 | Melhor Ator                         | Good Luck!!                     | Nomeado   |
| 2005 | 45th Television Drama Academy Awards                 | Melhor Ator                         | Engine                          | Nomeado   |
| 2007 | 52nd Television Drama Academy Awards                 | Melhor Ator                         | Karei naru Ichizoku             | Vencedor  |
| 2007 | 2nd Seoul Drama Awards                               | Melhor Ator                         | Karei naru Ichizoku             | Vencedor  |
| 2007 | TVnavi Drama of the Year Awards                      | Melhor Ator                         | Karei naru Ichizoku             | Vencedor  |
| 2007 | 20th Nikkan Sports Film Awards                       | Melhor Ator                         | Love and Honor                  | Vencedor  |
| 2007 | Japan Academy Awards                                 | Melhor Ator                         | Love and Honor                  | Nomeado   |
| 2008 | 12th Nikkan Sports Drama Grand Prix (Primavera 2008) | Melhor Ator                         | Change                          | Vencedor  |
| 2008 | 57th Television Drama Academy Awards                 | Melhor Ator                         | Change                          | Vencedor  |
| 2009 | 62nd Television Drama Academy Awards                 | Melhor Ator                         | Mr. Brain                       | Nomeado   |